# ATP Tour Masters 1000 en 2020

Este es el decimoprimer año en que el Masters Series es llamado Masters 1000, con el adicionante del número 1000 refiriéndose a la cantidad de puntos para el ganador, desde que se inició en el 2009.

## Torneos
| Torneo                  | País           | Ubicación                      | Actual Sede                      | Inicio | Superficie    |
| ----------------------- | -------------- | ------------------------------ | -------------------------------- | ------ | ------------- |
| Masters de Indian Wells | Estados Unidos | Indian Wells                   | Indian Wells Tennis Garden       | 1987   | Dura          |
| Masters de Miami        | Estados Unidos | Miami                          | Tennis Center at Crandon Park    | 1987   | Dura          |
| Masters de Montecarlo   | Mónaco         | Roquebrune-Cap-Martin, Francia | Monte Carlo Country Club         | 1897   | Tierra batida |
| Masters de Madrid       | España         | Madrid                         | Caja Mágica                      | 2002   | Tierra batida |
| Masters de Roma         | Italia         | Roma                           | Foro Itálico                     | 1930   | Tierra batida |
| Masters de Canadá       | Canadá         | Montreal                       | Aviva Centre                     | 1881   | Dura          |
| Masters de Cincinnati   | Estados Unidos | Mason, Ohio                    | Lindner Family Tennis Center     | 1899   | Dura          |
| Masters de Shanghái     | China          | Shanghái                       | Qi Zhong Stadium                 | 2009   | Dura          |
| Masters de París        | Francia        | París                          | Palais Omnisports de Paris-Bercy | 1968   | Dura (i)      |

Nota: Aunque el Masters de Montecarlo es llamado así por celebrarse en Monte Carlo, actualmente es celebrado en Roquebrune-Cap-Martin, una comunidad francesa adyacente a Mónaco.

## Resultados
| Torneo       | Campeón Individuales | Finalista         | Marcador      | Campeones en Dobles                  | Finalistas                   | Marcador               |
| ------------ | -------------------- | ----------------- | ------------- | ------------------------------------ | ---------------------------- | ---------------------- |
| Indian Wells | Cancelado            | Cancelado         | Cancelado     | Cancelado                            | Cancelado                    | Cancelado              |
| Miami        | Cancelado            | Cancelado         | Cancelado     | Cancelado                            | Cancelado                    | Cancelado              |
| Montecarlo   | Cancelado            | Cancelado         | Cancelado     | Cancelado                            | Cancelado                    | Cancelado              |
| Montreal     | Cancelado            | Cancelado         | Cancelado     | Cancelado                            | Cancelado                    | Cancelado              |
| Cincinnati   | Novak Djokovic       | Milos Raonic      | 1-6, 6-3, 6-4 | Pablo Carreño Álex de Miñaur         | Jamie Murray Neal Skupski    | 6-2, 7-5               |
| Madrid       | Cancelado            | Cancelado         | Cancelado     | Cancelado                            | Cancelado                    | Cancelado              |
| Roma         | Novak Djokovic       | Diego Schwartzman | 7-5, 6-3      | Marcel Granollers Horacio Zeballos   | Jérémy Chardy Fabrice Martin | 6-4, 5-7, [10-8]       |
| Shanghái     | Cancelado            | Cancelado         | Cancelado     | Cancelado                            | Cancelado                    | Cancelado              |
| París        | Daniil Medvédev      | Alexander Zverev  | 5-7, 6-4, 6-1 | Félix Auger-Aliassime Hubert Hurkacz | Mate Pavić Bruno Soares      | 6-7(3), 7-6(7), [10-2] |

## Desarrollo de los Torneos

### Clave
| - Q = Clasificado/a (Qualifier) - WC = Invitación (Wild Card) - LL = Perdedor/a afortunado/a (Lucky Loser) - Alt = Suplente (Alternate) | - SE = Exención especial (Special Exempt) - PR = Ranking protegido (Protected Ranking) - s = Partido suspendido (Suspended) | - r = Retirado/a (Retired) - w/o = No presentación (Walkover) - d = Descalificado/a (Defaulted) |

### Cincinnati
| Nombre del torneo   | Western & Southern Open     |
| Fecha               | 22 de agosto – 28 de agosto |
| Superficie          | Dura                        |
| Ubicación           | Nueva York, Estados Unidos  |
| Premios en efectivo | $4 674 780                  |

#### Individuales
|  | Cuartos de final | Cuartos de final   | Cuartos de final | Cuartos de final | Cuartos de final |                    |   | Semifinales | Semifinales | Semifinales | Semifinales | Semifinales |  |   | Final          | Final | Final | Final | Final |  |
|  |                  |                    |                  |                  |                  |                    |   |             |             |             |             |             |  |   |                |       |       |       |       |  |
|  |                  |                    |                  |                  |                  |                    |   |             |             |             |             |             |  |   |                |       |       |       |       |  |
|  | 1                | Novak Djokovic     | 6                | 6                |                  |                    |   |             |             |             |             |             |  |   |                |       |       |       |       |  |
|  | 1                | Novak Djokovic     | 6                | 6                |                  |                    |   |             |             |             |             |             |  |   |                |       |       |       |       |  |
|  |                  | Jan-Lennard Struff | 3                | 1                |                  |                    |   |             |             |             |             |             |  |   |                |       |       |       |       |  |
|  |                  | Jan-Lennard Struff | 3                | 1                | 1                | Novak Djokovic     | 4 | 6           | 7           |             |             |             |  |   |                |       |       |       |       |  |
|  |                  |                    |                  |                  |                  | Novak Djokovic     | 4 | 6           | 7           |             |             |             |  |   |                |       |       |       |       |  |
|  |                  |                    | 8                | Roberto Bautista | 6                | 4                  | 6 |             |             |             |             |             |  |   |                |       |       |       |       |  |
|  | 3                | Daniil Medvédev    | 8                | Roberto Bautista | 6                | 4                  | 6 | 6           | 4           | 3           |             |             |  |   |                |       |       |       |       |  |
|  | 3                | Daniil Medvédev    |                  |                  |                  |                    |   |             |             | 3           |             |             |  |   |                |       |       |       |       |  |
|  | 8                | Roberto Bautista   | 1                | 6                | 6                |                    |   |             |             |             |             |             |  |   |                |       |       |       |       |  |
|  | 8                | Roberto Bautista   | 1                | 6                | 6                |                    |   |             |             |             |             |             |  | 1 | Novak Djokovic | 1     | 6     | 6     |       |  |
|  |                  |                    |                  |                  |                  |                    |   |             |             |             |             |             |  | 1 | Novak Djokovic | 1     | 6     | 6     |       |  |
|  |                  |                    |                  | Milos Raonic     | 6                | 3                  | 4 |             |             |             |             |             |  |   |                |       |       |       |       |  |
|  |                  | Reilly Opelka      | 6                | Milos Raonic     | 6                | 3                  | 4 | r           |             |             |             |             |  |   |                |       |       |       |       |  |
|  |                  |                    |                  |                  |                  |                    |   | r           |             |             |             |             |  |   |                |       |       |       |       |  |
|  | 4                | Stefanos Tsitsipas | 5                |                  |                  |                    |   |             |             |             |             |             |  |   |                |       |       |       |       |  |
|  | 4                | Stefanos Tsitsipas | 5                |                  | 4                | Stefanos Tsitsipas | 6 | 3           |             |             |             |             |  |   |                |       |       |       |       |  |
|  |                  |                    |                  |                  |                  | Stefanos Tsitsipas | 6 | 3           |             |             |             |             |  |   |                |       |       |       |       |  |
|  |                  |                    |                  | Milos Raonic     | 7                | 6                  |   |             |             |             |             |             |  |   |                |       |       |       |       |  |
|  |                  | Milos Raonic       | 4                | Milos Raonic     | 7                | 6                  | 7 | 7           |             |             |             |             |  |   |                |       |       |       |       |  |
|  |                  |                    |                  |                  |                  |                    |   | 7           |             |             |             |             |  |   |                |       |       |       |       |  |
|  |                  | Filip Krajinović   | 6                | 6                | 5                |                    |   |             |             |             |             |             |  |   |                |       |       |       |       |  |
|  |                  |                    |                  |                  |                  |                    |   |             |             |             |             |             |  |   |                |       |       |       |       |  |
|  |                  |                    |                  |                  |                  |                    |   |             |             |             |             |             |  |   |                |       |       |       |       |  |

#### Dobles
|  | Semifinales | Semifinales                   | Semifinales | Semifinales                  | Semifinales |   |                           | Final | Final | Final | Final | Final |  |
|  |             |                               |             |                              |             |   |                           |       |       |       |       |       |  |
|  |             |                               |             |                              |             |   |                           |       |       |       |       |       |  |
|  |             | Jamie Murray Neal Skupski     | 7           | 6                            |             |   |                           |       |       |       |       |       |  |
|  |             | Jamie Murray Neal Skupski     | 7           | 6                            |             |   |                           |       |       |       |       |       |  |
|  | 3           | Rajeev Ram Joe Salisbury      | 5           | 3                            |             |   |                           |       |       |       |       |       |  |
|  | 3           | Rajeev Ram Joe Salisbury      | 5           | 3                            |             |   | Jamie Murray Neal Skupski | 2     | 5     |       |       |       |  |
|  |             |                               |             |                              |             |   | Jamie Murray Neal Skupski | 2     | 5     |       |       |       |  |
|  |             |                               |             | Pablo Carreño Álex de Miñaur | 6           | 7 |                           |       |       |       |       |       |  |
|  |             | Pablo Carreño Álex de Miñaur  | 7           | Pablo Carreño Álex de Miñaur | 6           | 7 | 6                         |       |       |       |       |       |  |
|  |             | Pablo Carreño Álex de Miñaur  | 7           |                              |             |   | 6                         |       |       |       |       |       |  |
|  | WC          | Steve Johnson Austin Krajicek | 5           | 4                            |             |   |                           |       |       |       |       |       |  |
|  | WC          | Steve Johnson Austin Krajicek | 5           | 4                            |             |   |                           |       |       |       |       |       |  |
|  |             |                               |             |                              |             |   |                           |       |       |       |       |       |  |

### Roma
| Nombre del torneo   | Internazionali BNL d'Italia         |
| Fecha               | 21 de septiembre – 27 de septiembre |
| Superficie          | Tierra batida                       |
| Ubicación           | Roma, Italia                        |
| Premios en efectivo | $3 854 000                          |

#### Individuales
|  | Cuartos de final | Cuartos de final  | Cuartos de final | Cuartos de final  | Cuartos de final |   |    | Semifinales      | Semifinales | Semifinales    | Semifinales | Semifinales |  |  | Final | Final | Final | Final | Final |  |
|  |                  |                   |                  |                   |                  |   |    |                  |             |                |             |             |  |  |       |       |       |       |       |  |
|  |                  |                   |                  |                   |                  |   |    |                  |             |                |             |             |  |  |       |       |       |       |       |  |
|  | 1                | Novak Djokovic    | 6                | 4                 | 6                |   |    |                  |             |                |             |             |  |  |       |       |       |       |       |  |
|  | 1                | Novak Djokovic    | 6                | 4                 | 6                |   |    |                  |             |                |             |             |  |  |       |       |       |       |       |  |
|  | Q                | Dominik Koepfer   | 3                | 6                 | 3                |   |    |                  |             |                |             |             |  |  |       |       |       |       |       |  |
|  | Q                | Dominik Koepfer   | 3                | 6                 | 3                |   | 1  | Novak Djokovic   | 7           | 6              |             |             |  |  |       |       |       |       |       |  |
|  |                  |                   |                  |                   |                  |   | 1  | Novak Djokovic   | 7           | 6              |             |             |  |  |       |       |       |       |       |  |
|  |                  |                   |                  | Casper Ruud       | 5                | 3 |    |                  |             |                |             |             |  |  |       |       |       |       |       |  |
|  | 4                | Matteo Berrettini | 6                | Casper Ruud       | 5                | 3 | 3  | 6                |             |                |             |             |  |  |       |       |       |       |       |  |
|  | 4                | Matteo Berrettini | 6                |                   |                  |   |    |                  |             |                |             |             |  |  |       |       |       |       |       |  |
|  |                  | Casper Ruud       | 4                | 6                 | 7                |   |    |                  |             |                |             |             |  |  |       |       |       |       |       |  |
|  |                  |                   |                  |                   |                  |   |    |                  | 1           | Novak Djokovic | 7           | 6           |  |  |       |       |       |       |       |  |
|  |                  |                   |                  |                   |                  |   |    |                  |             |                |             |             |  |  |       |       |       |       |       |  |
|  |                  |                   | 8                | Diego Schwartzman | 5                | 3 |    |                  |             |                |             |             |  |  |       |       |       |       |       |  |
|  | 12               | Denis Shapovalov  | 8                | Diego Schwartzman | 5                | 3 | 6  | 3                | 6           |                |             |             |  |  |       |       |       |       |       |  |
|  | 12               | Denis Shapovalov  |                  |                   |                  |   |    |                  |             |                |             |             |  |  |       |       |       |       |       |  |
|  | 15               | Grigor Dimitrov   | 2                | 6                 | 2                |   |    |                  |             |                |             |             |  |  |       |       |       |       |       |  |
|  | 15               | Grigor Dimitrov   | 2                | 6                 | 2                |   | 12 | Denis Shapovalov | 4           | 7              | 6           |             |  |  |       |       |       |       |       |  |
|  |                  |                   |                  |                   |                  |   | 12 | Denis Shapovalov | 4           | 7              | 6           |             |  |  |       |       |       |       |       |  |
|  |                  |                   | 8                | Diego Schwartzman | 6                | 5 | 7  |                  |             |                |             |             |  |  |       |       |       |       |       |  |
|  | 8                | Diego Schwartzman | 8                | Diego Schwartzman | 6                | 5 | 7  | 6                | 7           |                |             |             |  |  |       |       |       |       |       |  |
|  | 8                | Diego Schwartzman |                  |                   |                  |   |    |                  |             |                |             |             |  |  |       |       |       |       |       |  |
|  | 2                | Rafael Nadal      | 2                | 5                 |                  |   |    |                  |             |                |             |             |  |  |       |       |       |       |       |  |
|  | 2                | Rafael Nadal      | 2                | 5                 |                  |   |    |                  |             |                |             |             |  |  |       |       |       |       |       |  |
|  |                  |                   |                  |                   |                  |   |    |                  |             |                |             |             |  |  |       |       |       |       |       |  |

#### Dobles
|  | Semifinales | Semifinales                          | Semifinales | Semifinales                        | Semifinales |   |                              | Final | Final | Final | Final | Final |  |
|  |             |                                      |             |                                    |             |   |                              |       |       |       |       |       |  |
|  |             |                                      |             |                                    |             |   |                              |       |       |       |       |       |  |
|  |             | Jérémy Chardy Fabrice Martin         | 6           | 6                                  | [10]        |   |                              |       |       |       |       |       |  |
|  |             | Jérémy Chardy Fabrice Martin         | 6           | 6                                  | [10]        |   |                              |       |       |       |       |       |  |
|  |             | Jürgen Melzer Édouard Roger-Vasselin | 7           | 4                                  | [4]         |   |                              |       |       |       |       |       |  |
|  |             | Jürgen Melzer Édouard Roger-Vasselin | 7           | 4                                  | [4]         |   | Jérémy Chardy Fabrice Martin | 4     | 7     | [8]   |       |       |  |
|  |             |                                      |             |                                    |             |   | Jérémy Chardy Fabrice Martin | 4     | 7     | [8]   |       |       |  |
|  |             |                                      | 4           | Marcel Granollers Horacio Zeballos | 6           | 5 | [10]                         |       |       |       |       |       |  |
|  | 4           | Marcel Granollers Horacio Zeballos   | 4           | Marcel Granollers Horacio Zeballos | 6           | 5 | [10]                         | 7     | 7     |       |       |       |  |
|  | 4           | Marcel Granollers Horacio Zeballos   |             |                                    |             |   |                              | 7     | 7     |       |       |       |  |
|  |             | John Peers Michael Venus             | 6           | 6                                  |             |   |                              |       |       |       |       |       |  |
|  |             | John Peers Michael Venus             | 6           | 6                                  |             |   |                              |       |       |       |       |       |  |
|  |             |                                      |             |                                    |             |   |                              |       |       |       |       |       |  |

### Shanghái
| Nombre del torneo   | Rolex Shanghai Masters        |
| Fecha               | 12 de octubre – 18 de octubre |
| Superficie          | Dura                          |
| Ubicación           | Shanghái, China               |
| Premios en efectivo | $                             |

### París
| Nombre del torneo   | Rolex Paris Masters             |
| Fecha               | 2 de noviembre – 8 de noviembre |
| Superficie          | Dura                            |
| Ubicación           | París, Francia                  |
| Premios en efectivo | €                               |